# Bob McMillen
Robert Earl „Bob” McMillen (ur. 5 marca 1928 w Los Angeles, zm. 1 kwietnia 2007) – amerykański lekkoatleta, średnio- i długodystansowiec, wicemistrz olimpijski z 1952.
Wystąpił na igrzyskach olimpijskich w 1948 w biegu na 3000 metrów z przeszkodami, ale nie zakwalifikował się do finału.
Później skoncentrował się na bieganiu na średnich dystansach. Na igrzyskach olimpijskich w 1952 w Helsinkach zdobył srebrny medal w biegu na 1500 metrów, z tym samym czasem, co zwycięzca Josy Barthel z Luksemburga. Czas McMillena – 3:45,2, był nowym rekordem olimpijskim i rekordem Stanów Zjednoczonych. McMillen wyrównał ten wynik niecały miesiąc później 20 sierpnia 1952 w Luksemburgu.
Jako student Occidental College  był akademickim mistrzem Stanów Zjednoczonych (NCAA) na 1500 metrów w 1952